# (4388) Jürgenstock
(4388) Jürgenstock es un asteroide perteneciente al cinturón de asteroides, descubierto el 3 de noviembre de 1964 por el equipo de la Universidad de Indiana desde el Observatorio Goethe Link, Brooklyn (Estados Unidos).

## Designación y nombre
Designado provisionalmente como 1964 VE. Fue nombrado Jürgenstock en honor al astrónomo alemán-venezolano Jürgen Stock.

## Características orbitales
Jürgenstock está situado a una distancia media del Sol de 2,340 ua, pudiendo alejarse hasta 2,991 ua y acercarse hasta 1,688 ua. Su excentricidad es 0,278 y la inclinación orbital 24,58 grados. Emplea 1307 días en completar una órbita alrededor del Sol.

## Características físicas
La magnitud absoluta de Jürgenstock es 13,4. Tiene 4,69 km de diámetro y su albedo se estima en 0,32.